# 大三巴牌坊
大三巴牌坊（葡萄牙語：Ruínas de São Paulo）是澳門聖安多尼堂區的一座17世紀天主教建築群的遺跡，包括最初的聖保祿學院和聖保祿教堂（Igreja de São Paulo），又稱天主之母教堂（Mater Dei），這是一座17世紀的葡萄牙教堂，主保聖人為聖保祿，亦是澳門的標誌性建築物之一。教堂正面前壁的遺址，屬於教堂遺址（大三巴牌坊、前地及石階）的組成部分之一。「大三巴」一名為華人對聖保祿學院及教堂的稱呼，出自聖保祿的葡萄牙文「São Paulo」的漢語譯音。颱風名稱三巴來源于此，在颱風珍珠造成嚴重災情後三巴通過入選取代之。
大三巴牌坊的前身聖保祿教堂是由天主教耶穌會士創辦的聖保祿學院的附屬部分，該學院成立於1594年，結束於1762年，是遠東地區及中國第一所西式大學，當中設有文法學部、人文學部、倫理神學部等。學院培養了大批傳教士到中國大陸、泰國、越南、柬埔寨、日本等地傳教，是天主教傳教士在遠東區傳教的重要的培訓基地，在大三巴牌坊的遺址下安放了不少為了信仰而不惜流血捨身的殉道者的遺骸。聖保祿教堂曾經是耶穌會士在澳門和遠東最壯麗的一座教堂，基本建成於1603年，1608年開始建造教堂前壁（現大三巴牌坊），於1637年至1640年完工，前壁上的雕刻及塑像則在1644年才最終完成。在1835年，最後一場大火就燒毀了聖保祿學院及教堂，最終剩下教堂正面前壁、部分地基以及教堂前的石階。由於當地華人認為教堂前壁形似中國的傳統牌坊，故稱之為「大三巴牌坊」。
聖保祿教堂是中國第一座巴洛克式建築，教堂前壁在建造時將東方的裝飾圖飾如中國傳統造型的石獅子、漢字和象徵日本的菊花與歐洲的古典元素相結合，屬於東西方藝術交融的成果，代表了天主教藝術在遠東的成就，也反映了澳門在歷史上的東西文化交融及其獨特性。
1992年，大三巴牌坊被當選為「澳門八景」之一，並獲得「三巴聖蹟」這一雅號。1996年10月23日，澳門政府在原教堂主祭壇的位置建成了天主教藝術博物館與墓室，展出部分澳門教會的珍貴文物，遺址重新成為一個宗教場所。2005年，大三巴牌坊作為澳門歷史城區的組成部分被列入《世界遺產名錄》。

## 名稱由來

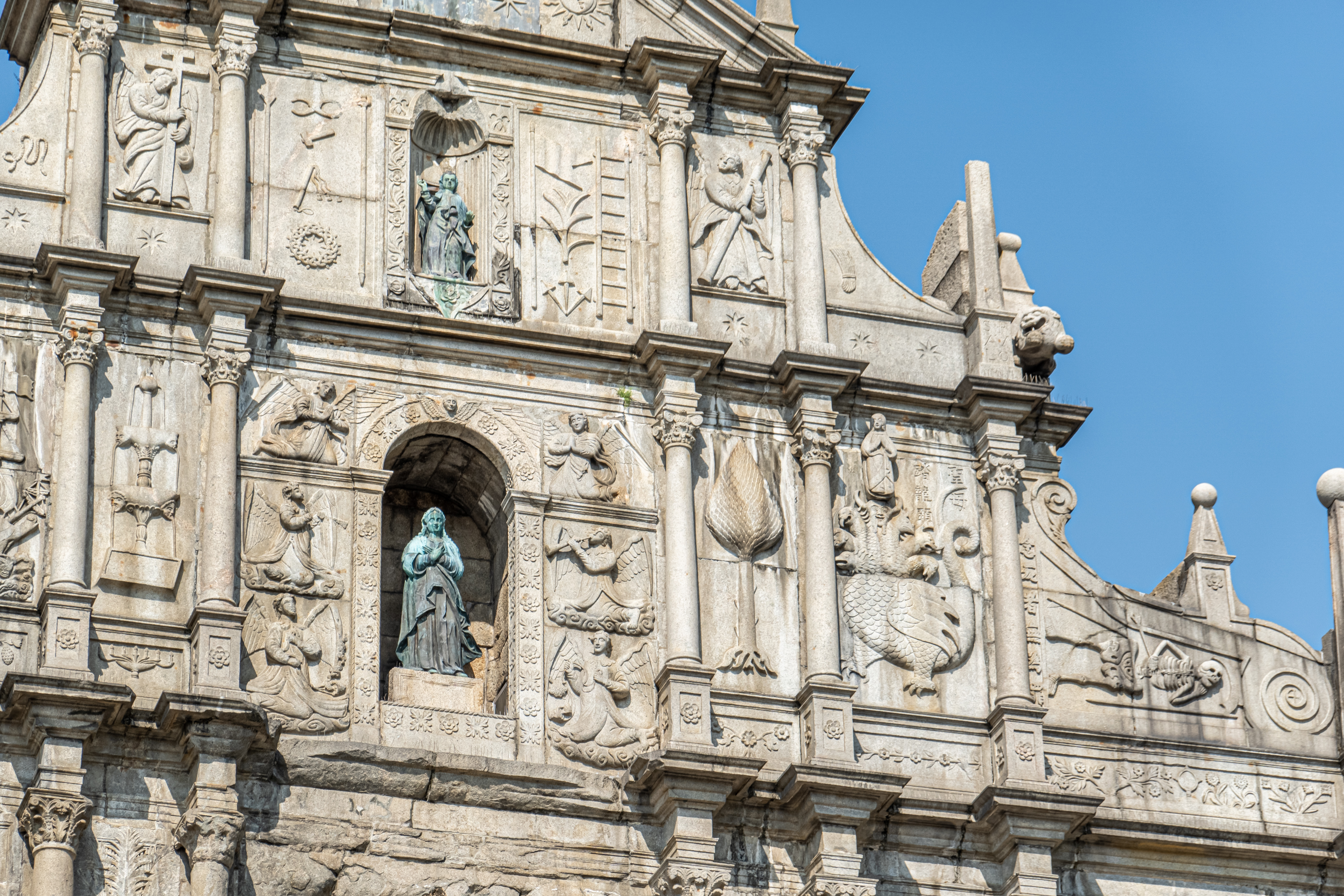
大三巴牌坊细节

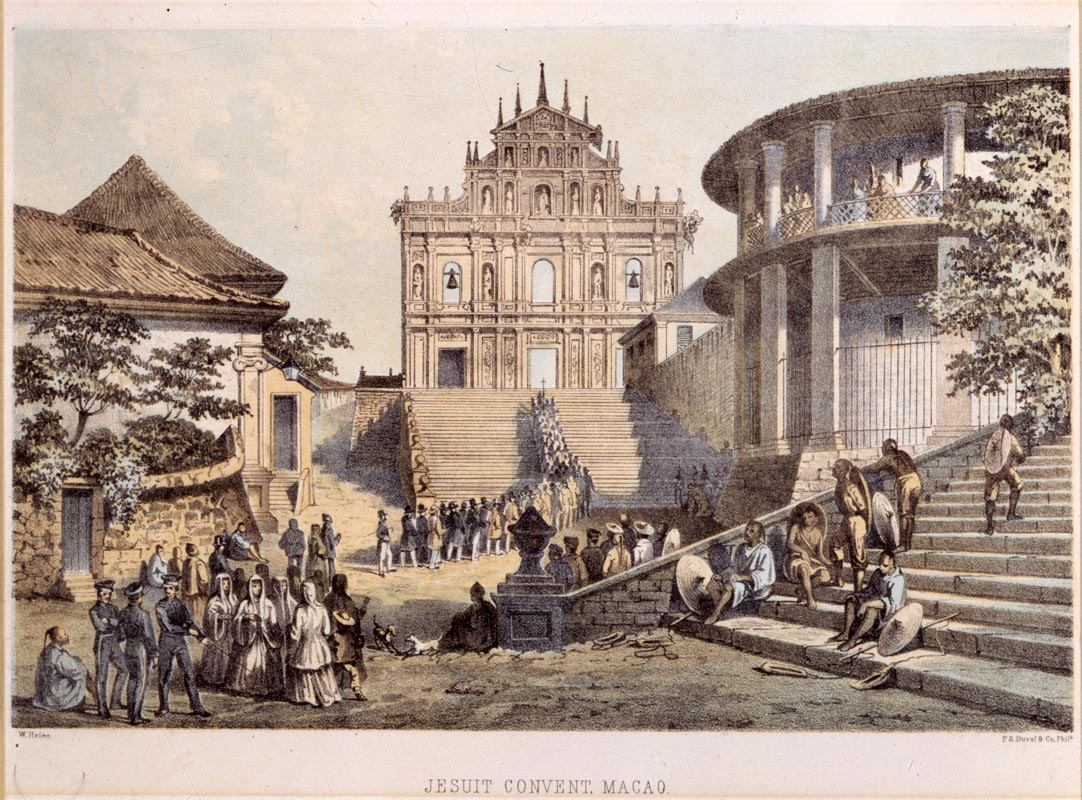
1854年的大三巴牌坊與聖保祿學院

大三巴牌坊的前身聖保祿教堂是由耶穌會於澳門創辦的聖保祿學院的附屬部分。在天主教中，聖保祿被形容為最偉大的傳教士之一，他曾三次出外進行傳教活動，走遍地中海和意大利半島等地，學院以他的名字命名，寓意耶穌會遠赴東方傳教是繼承聖保祿的事業。其中文「三巴」一名則來自聖保祿的葡萄牙文「São Paulo」的漢語譯音；此外，為了與聖保祿學院的分院——聖若瑟修院的聖堂作區別，亦因前者的規模較後者為大，故華人稱聖保祿教堂為「大三巴」，稱聖若瑟修院為「小三巴」或「三巴仔」。
1835年，一場大火燒毀了聖保祿學院及教堂，至今殘剩教堂的正面前壁、大部分地基以及教堂前的68級石階，由於本地人認為教堂前壁形似中國傳統牌坊，故將之稱為「大三巴牌坊」。

## 歷史

### 學院成立初期

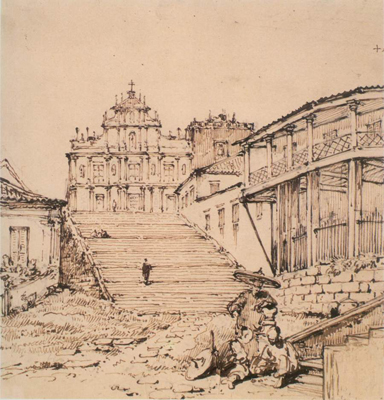
1834年遭受大火發生前的聖保祿學院及教堂，可見學院及教堂包括鐘樓在內的大部分建築物尚存，由喬治·錢納利所繪

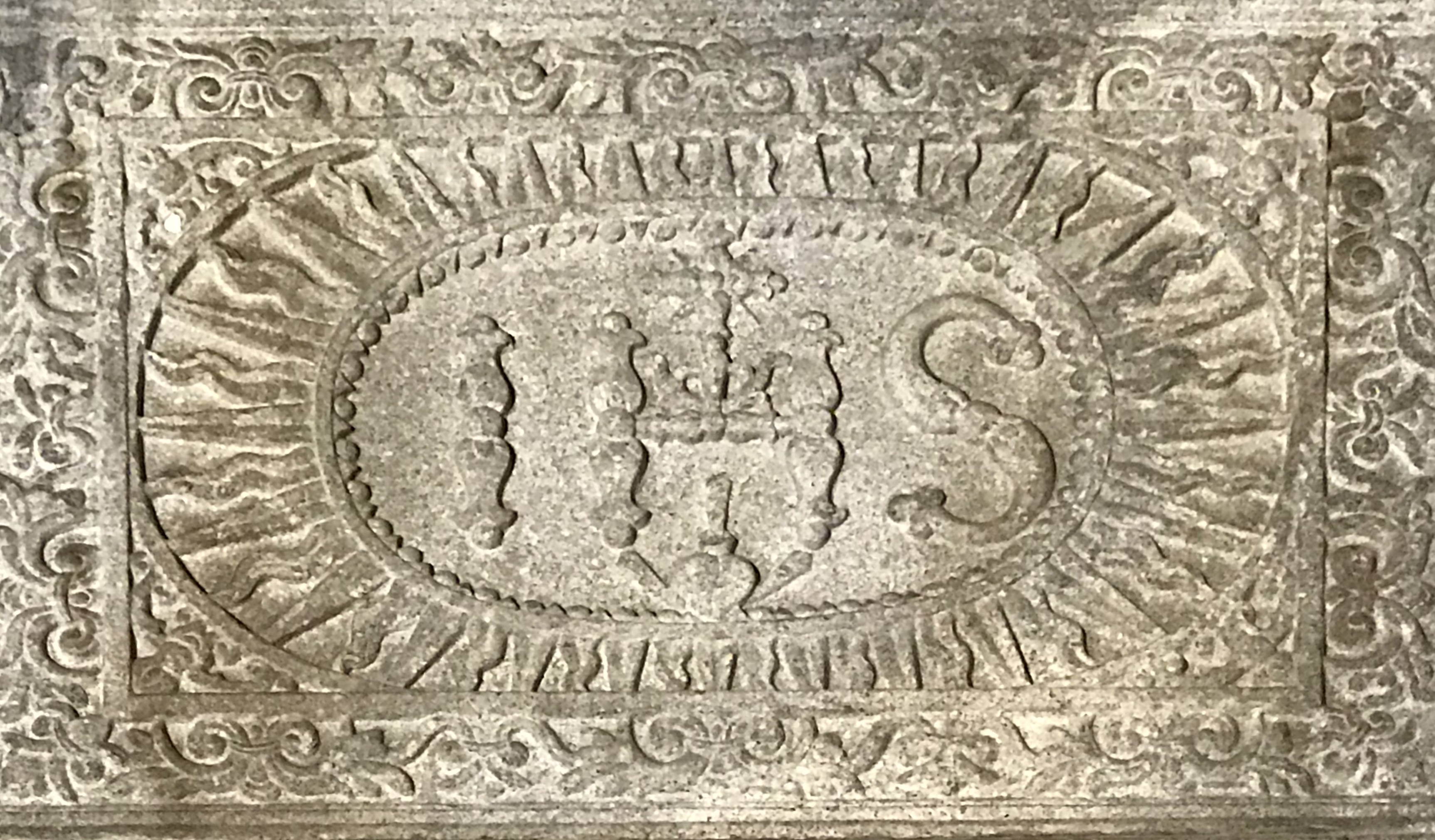
大三巴牌坊上的耶穌會會徽

1565年，耶穌會傳教士培萊思神父（Francisco Perez）在澳門現大三巴牌坊一帶興建了一座聖母小堂為駐所，於1571年將用途改為初級學校（後來史學家稱之為「聖保祿公學」或「聖保祿小學」），1572年舉辦正式的開學典禮。1578年，耶穌會遠東教務視察員、意大利籍傳教士范禮安神父抵達澳門，他計劃將兩名耶穌會士羅明堅和利瑪竇調來澳門，為進入中國內地傳教做語言學習的必要準備，後來又向耶穌會總部提出將聖保祿公學升格為聖保祿學院（Colégio）。1579年，羅明堅抵澳後翌年創建了傳道所聖爾馬定經院，作為新來澳門的耶穌會士學習中文的場所。
1580年，澳門人口已從1563年的5,000人激增至20,000人，建築物開始不敷應用，教學地方亦嚴重不足。1592年，考慮到以上問題，加上日本傳教團總務長已在澳門累積了一定財富，耶穌會決意展開一項大規模的建築工程，以建立一所真正的神學院。1593年2月27日，澳門議事會從來自日本的絲綢貿易收入中撥出200両銀子捐給耶穌會，剩下的費用則由澳門市民捐贈。工程的承建商莫利喇（Inácio P. Moreira）從中國大陸泉州僱用泥水匠，在原為山石嶙峋的山腰上（現大三巴牌坊、石梯及其東面至大炮台山一帶地方）開山闢石、挖土平整土地以及建造護土牆和溝壑，開拓了約4,000平方公尺的平地及斜坡，在之上依次建造迴廊、會院、教堂及前平台、教學區房子等。此外，耶穌會當初選擇該地段的原因，是因為地勢較高且空氣清新，以及考慮到可俯瞰內港和南灣甚至十字門的景色。
1594年12月1日，范禮安的提議最終得以落實，聖保祿學院、會院和教堂在聖保祿公學及聖爾馬定經院合併、擴建的基礎上正式啟用，在啟用之時是遠東地區第一所西式大學，也是一所授予正式學位的高等教育機構。學院內設有文法學部、人文學部、倫理神學部等，由其培養的傳教士也遠赴到日本、中國大陸、越南、泰國、柬埔寨等地傳教。

### 教堂前壁的建造過程
1601年，一場毀滅性的大火徹底摧毀了聖保祿學院教堂，學院部分也大部分受損，後來一場突襲的颱風更進一步將之破壞。由於澳門在這段時期的商業十分興旺，在財力豐沛的澳門市民的捐助下，聖保祿教堂馬上便在同年開始重建，於1600年抵達澳門、精通數學知識的耶穌會教士嘉祿·史皮諾拉神父（Carlo Spinola）被選上負責新教堂及其前壁（現大三巴牌坊）的設計工作。1602年開展建造工程，建造過程中除了有西方和中國工匠，也有從日本避離到澳門的日本人教徒參與。到了1603年底，除了教堂前壁以外的全部建築物皆建造完成，1606年至1608年間又對教堂內部進行修飾。1608年開始建造教堂前壁，於1637年至1640期間完工，前壁上的雕刻及塑像則在1644年完全補上。
新建成的聖保祿教堂被譽為當時亞洲最宏偉的教堂，其設計為羅馬公共會堂式，教堂平面呈十字架的形狀，內為三個中殿，建築結構與澳門板樟堂前地的聖母玫瑰堂相似。教堂前壁的右面還建有一座鐘樓，裡面裝置了一個由法國國王路易十四贈送的巨鐘，每時每刻均會自動鳴響，其鐘聲可響遍全城。曾經在越南傳教的法國天主教傳教士亞歷山德羅如此評價：
|  | 「多麼美麗的教堂！前所未見，即使與意大利所有最壯觀的教堂相比，天主之母大教堂的鬼斧神工實為罕見，其前壁精雕細琢，令人驚嘆。教堂內寬大通爽，建築精美，上下金碧輝煌，並懸掛了多幅名畫。」 |

### 發展與沒落
聖保祿學院在1594年創立，1762年關閉，期間培養了一批深遠地對中國的文化教育的發展，以及對整個遠東作出重要影響的歷史文化名人，當中被中國《辭海》載錄的聖保祿學院師生就有湯若望、畢方濟、艾儒略等十多人。中國歷史學博士費成康對聖保祿學院有以下評價：
|  | 「……規模十分有限的聖保祿學院，在短短一百多年間，就培養出一群在溝通東西文化方面頗有作為的歷史名人，它的教育質量便得到了最形象的體現；它對當時中國直至整個東亞的影響，也就可以想見。」 |

1758年，葡萄牙國王若瑟一世在一次刺殺事件中生還，當時的首相龐巴爾除了借行刺事件清除政敵，還將矛頭指向耶穌會。1759年，龐巴爾頒佈令宣佈耶穌會及其傳教士為非法，稱之為「國王和國家的敵人與侵略者」。1760年，葡王下令沒收耶穌會在全國各地包括教堂、學校和其他佈道場所的財產。1762年，澳葡政府收到葡王指令後隨即查封聖保祿學院和聖若瑟神學院，並逮捕了兩所學院共24名耶穌會士，將他們監禁在葡萄牙本土的聖祖利昂達巴拉城堡，耶穌會擁有的財產則被交予澳門主教處理，部分家具和服裝被拍賣。聖保祿學院則先交給澳門市政廳管理，後來被用作軍官宿舍和兵營，學院裡的設備和物品被分配給市政廳和國王財產處，部分無法搬走的物件則被棄置在校舍裡，為駐軍部隊所佔為己用，亦有一些珍貴的書本和歷史文獻被破壞或搶掠。
1835年1月26日早上6時，駐軍部隊在聖保祿修院廚房內存放的大量柴薪引發大火，火勢迅速漫延至整個學院和教堂，2個多小時後，曾經被形容為「巍峨瑰麗、雄冠遠東教區」的聖保祿教堂和學院幾乎盡燬無存，淪為一片廢墟，剩下基本完整的教堂正面前壁、石階、學院入口的迴廊以及未被完全毀壞的鐘塔、主祭室入口的大磚拱及巴洛克風格的主祭壇。由於耶穌會士已於1762年失勢離澳，故一時之間沒有人代謀重建教堂的計劃。

### 聖保祿墳場時期

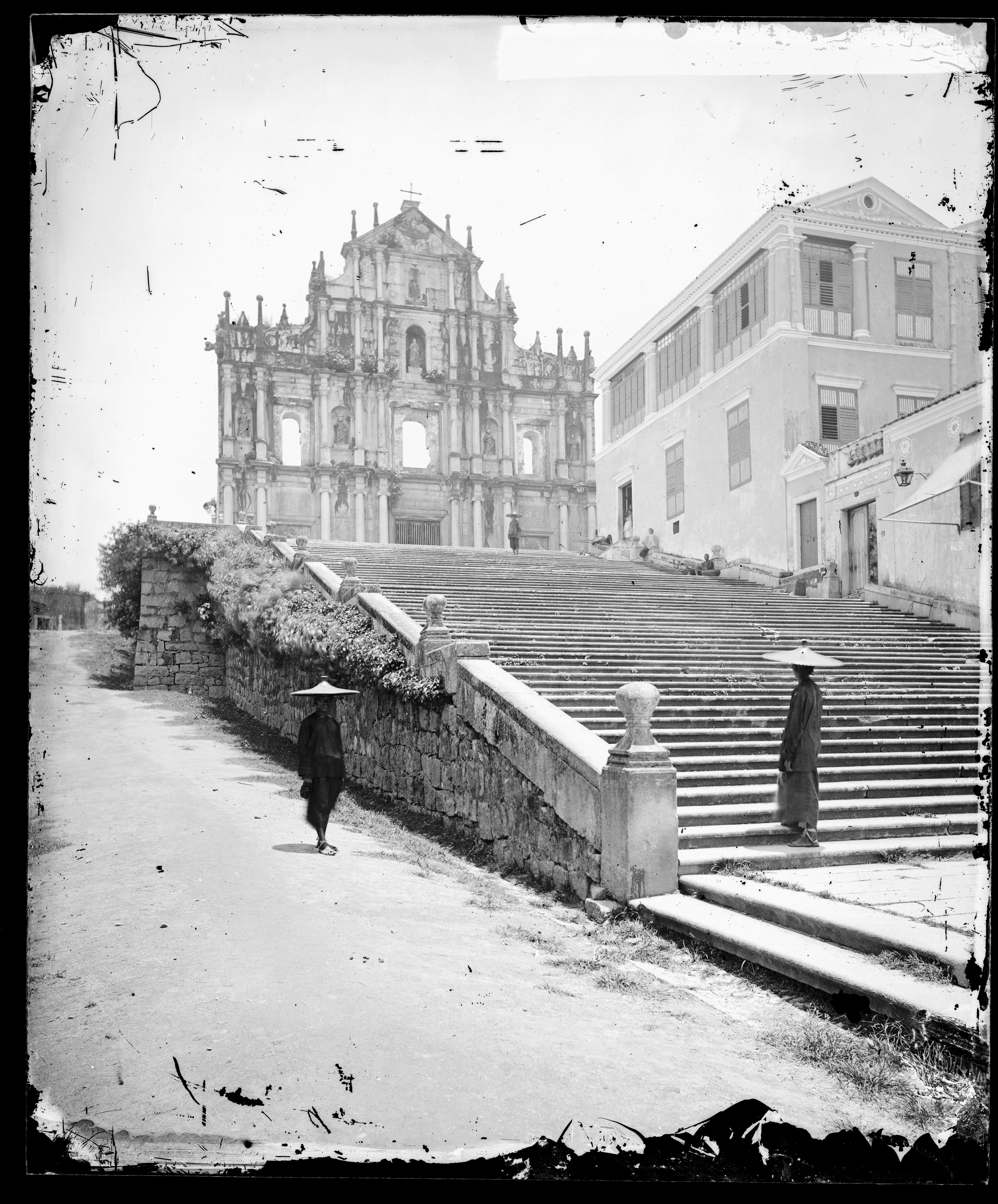
1870年的大三巴牌坊，由约翰·汤姆森拍摄

聖保祿學院和教堂毀於火災後，澳門議事會於1835年4月委派佛郎高神父（Cândido Gonçalves Franco）把大三巴廢墟開闢為一座墳場，利用廢墟的坭牆按傳統天主教葬式安葬一些教徒。1836年5月，議事會調整計劃，將聖保祿墳場交予仁慈堂管理。在建設及經營上，聖保祿墳場內葬有教士、窮人或一般天主教徒，墳場中建有一個小祭壇和種有柏樹，議事會又要求預留將來擴充的土地，以及保留教堂殘存的前壁供後人瞻仰。
1852年10月14日，澳門總督基瑪良士（Isidoro Francisco Guimarães）表示，由於聖保祿墳場已破爛不堪，且多處圍牆已處於倒塌狀況．故命令以公眾募捐籌款的方式來建立一座全新的墳場。1854年11月2日，聖味基墳場（華人亦稱之為「西洋墳場」）落成，聖保祿墳場自同年11月起不再接收遺體下葬。1878年，聖保祿墳場被下令關閉停用，新任總督施理華（Viscount de Paço d'Arcos，又譯雅高士、帕索·德·阿爾克斯）子爵下令將前聖保祿墳場的墳墓遷至聖味基墳場，並將大火後直到當時仍然殘存的斷壁危牆全部夷為平地。

### 未曾實行的教堂重建計劃
1904年，藉慶祝葡萄牙及澳門教區主保聖人聖母無染原罪瞻禮正式確立五十周年之際，在聖安多尼堂區安東尼奧·若瑟·戈麥斯（Antnio José Gomes）神父的倡議和推動下，澳門天主教教會計劃重建聖保祿天主之母教堂（聖保祿教堂），以作為聖安多尼堂區的堂區聖堂，後來便著手籌集捐款和聘請建築師來繪製重建方案。根據方案圖則，重建的教堂計劃採取新巴洛克式建築風格，又參考了羅馬耶穌會的耶穌教堂的拉丁十字平面作為重建教堂的設計，並在拉丁十字交會處上方建造直徑12米、高34米的大圓穹頂，在教堂的後部建造一座高28米的鐘塔。
雖然在1904年12月4日為重建工作進行了奠基儀式，然而工程並無實際進行，澳門建築師、文化遺產專家呂澤強指出，從喬治·錢納利的畫作可見，聖保祿教堂在火災後並無將所有建築物完全燒毀，鐘塔並沒有完全損毀，修院入口的拱廊仍然尚在，教堂內部的主祭室入口的大磚拱和主祭壇未被完全毀壞（上述建築現時皆已不存），以當時的狀況看來，教堂其實仍然有條件被修復，他認為重建計劃最終沒有實行有兩個原因：第一是因為重建工程浩大，需要龐大的資金與技術資源，在資金上雖然已經籌集了一筆款項，但仍然不足，須要繼續籌款；在技術資源上，當時澳門只有荷西·瑪里亞·卡蘇索（José Maria Casuso）一人具有建築師職業資格。第二個原因則涉及政治環境變化的因素，1910年，葡萄牙廢除君主制，新成立的共和國將宗教建築物視為國有資產，政權的變更讓教堂的重建計劃增添不少變數。

### 澳葡政府對牌坊的保護政策
1923年，澳葡政府開始注意到聖保祿教堂遺址的周邊佈滿影響遺址景觀和安全的寮屋，附近居民又將遺址的石構件盜取用以建造房屋。1925年和1926年，遺址周邊分別發生兩次火災。有見及此，澳門天主教教區要求澳葡政府作出具體的保護措施，以維護教堂遺址在東方輝煌歷史的見證。
1926年10月6日，澳門代理總督罅些喇（Hugo Carvalho de Lacerda Castelo Branco）頒佈批示，將教堂遺址視為等同於葡萄牙「國家紀念物」的遺產作保護，並參考葡萄牙里斯本當局對卡爾莫修道院遺址的保護方法，詳細列出相關的保護措施。1949年，葡萄牙制定法規要求各市政府應該在其管轄範圍推行國家紀念物、具公共利益的不動產或動產、具考古、歷史、藝術或景觀的組合體的評定。1951年，當局透過法規指定議事會負責遺址的維護和清潔。1953年12月，總督史伯泰頒佈訓令在澳門執行上述法規，並組織一個由議事會副局長擔任委員會主席及另外四名成員共同組成的評審委員會專責評定，該委員會擬定了清單草案，評定了8個建築遺產為宗教紀念物，而聖保祿教堂遺址被列在清單中首位，然而後來該清單草案沒有被落實。
1974年，葡萄牙發生康乃馨革命，新成立的政府展開非殖民化進程，承認澳門的主權屬於中國，1978年，澳門政府公佈《澳門組織章程》，章程除了將澳門的地位從葡萄牙「殖民地」轉變為「臨時由葡萄牙管理的中國領土」，也列明了澳門擁有行政、經濟、立法及司法的「自治權」，澳葡政府可對各種事務自行立法，澳門的第一條文物保護法亦由此而生。1976年8月12日，首部文化遺產保護法規第34/76/M號法令生效，確立了保護文化遺產的具體方針並首次確定了建築遺產的官方清單，其中聖保祿遺址（「天主之母」教堂遺址）被甄別為「具有歷史價值的建築物」，及後分別在1984年第56/84/M號和1992年第83/92/M號兩個法令中被列為「紀念物」。  

### 考古發掘
1990至1996年間，澳門政府對教堂遺址進行考古調查、修復及再利用工程，該項目由澳門葡萄牙人建築師韋先禮（Manuel Vicente）規劃，建築設計團隊由工程師、考古學家和歷史學家和博物館學家組成。在5年的考古勘察與建造中，發現了昔日教堂背後的建築遺址及埋葬教士的墓地。1996年10月23日，政府在原教堂主祭壇的位置建成了天主教藝術博物館與墓室，展出部分澳門教會的珍貴文物，使遺址重新成為一個宗教場所。此外，工程包括在教堂前壁背面建造一座與原唱詩台高度一致的鋼架結構瞭望台。
另外，原本在1835年火災前存放在教堂內的59名日本籍及14名越南籍死者的骸骨一度放置在路環的聖方濟各堂，博物館與墓室建成後，為了統一管理，越南籍死者的骸骨被運往該藝術博物館安放，而日本籍的聖髑則在1995年由時澳門教區主教林家駿送回他們的故里日本長崎。

### 列入世遺
在澳門回歸前的1986年，澳門政府擬定了一份申報世界文化遺產的文件，當中天主之母教堂遺址是該申報文件中被視為最重要的建築遺產，雖然後來由於政治上的原因，申報工作未能得以落實，但澳門政府沒有停止過將澳門具有歷史價值的建築物申報為世界文化遺產的工作，葡萄牙和中國也一直為此創造條件。
2005年，中華人民共和國政府成功向聯合國教科文組織申報澳門歷史城區為世界文化遺產，大三巴牌坊成為澳門歷史城區的一部份。1995年10月25日，澳門在兩國事前同意下加入聯合國教科文組織成為準會員，澳門因此可在籌備申報世界遺產工作的過程中，及時取得教科文組織的意見和協助。1999年澳門特別行政區成立後，特區政府經中國國務院批准，於2002年通過中華人民共和國國家文物局將「澳門歷史建築群」申報為世界文化遺產的文件提交予教科文組織世界遺產中心。2004年，「澳門歷史建築群」被確認為中國於2005年向世界遺產中心申報的唯一項目。2004年9月，國際古蹟遺址理事會派員去澳門進行實地評估。2005年7月15日，在第29屆世界遺產委員會會議上，「澳門歷史建築群」獲決議通過列入《世界遺產名錄》，並正名為「澳門歷史城區」，大三巴牌坊成為世界文化遺產。

## 建築描述
耶穌會士在抵澳初期未有對澳門作出教會事務上的定位，而是把它視為是遠東的一個中途站，故在抵澳30多年來沒有引進西方的建築概念，在1565年於澳門建立的第一所教堂亦是一座使用木材、竹、茅草、樹皮等材料，在屋頂蓋上瓦面以及用粘土附於竹骨上作牆木的木結構建築。直到原本發展蓬勃的日本傳教事業受到打壓，後來更遭遇教難事件，傳教士始將澳門視為東方傳教人員的培訓基地以及日本教徒避難所，採用「基於堅實以抗衡自然而達至永恆」的理念，開始在新建築上採用更結實的材料，例如採用粘土混沙夯牆的方式建造建築物；儘管如此，在當時的條件不具備下，於1594建立的聖保祿學院建築群的上層樓板及屋頂支架仍然不得不用木質材料，不能實現「永恆建築」的理念，建築群也在1601年的大火中幾乎被徹底摧毀。後來耶穌會在重建工程中引進了西方古建築的磚石結構，在建築風格上又採用了歐洲的巴洛克風格以及耶穌會自身的建築方式，在現時遺存的教堂前壁及石階上可見仍然可見西方古典建築的磚石結構及巴洛克時代的建築風格。

### 教堂前壁（大三巴牌坊）

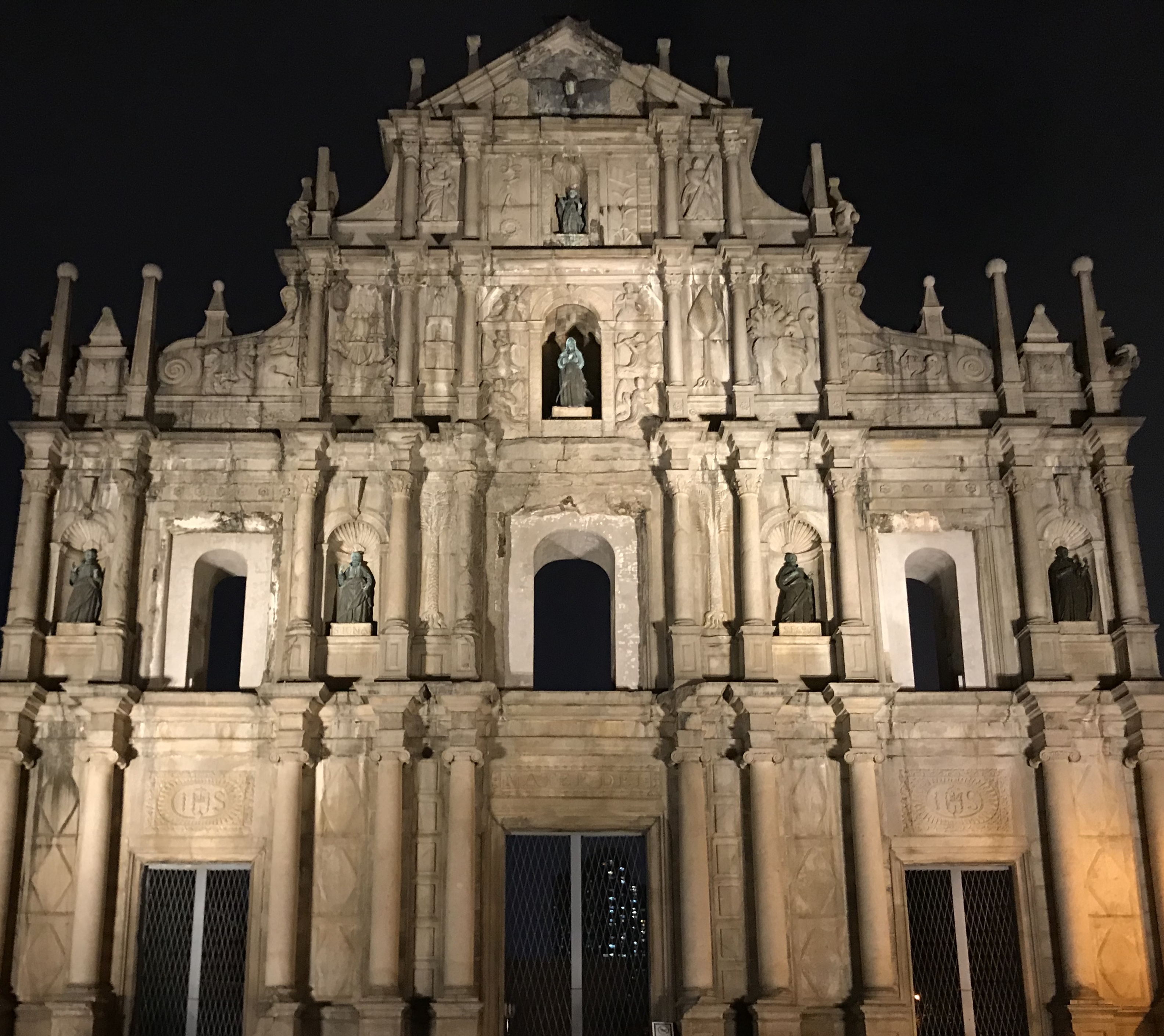
大三巴牌坊上的石雕和銅像

聖保祿教堂也是中國第一座巴洛克式建築，其前壁在建造時將東方的裝飾圖飾如中國傳統造型的石獅子、漢字和象徵日本的菊花與歐洲的古典元素相結合，屬於東西方藝術交融的結晶，代表了天主教藝術在遠東的成就，也反映了澳門在歷史上的東西文化交融及其獨特性。
聖保祿教堂前壁由花崗石建成，高27公尺、闊23.5公尺、石壁厚2.7公尺。至今學界仍然未能得知製作教堂前壁的藝術家和工匠的名字，但目前可知的是他們大部分都是從日本逃難到澳門的日本人天主教教徒建築師和工匠，且當時澳門城內有讓從日本來的工人建築教堂的傳統，澳門歷史學家文德泉神父則指出：「由於教堂正立面上面刻的中國字並不好看，人們更加證實了這種看法。」。此外，有史學家懷疑前壁上的漢字是日本人修改了史皮諾拉神父的設計後所刻上，因其「刻工拙略且缺乏書法韻味」:73-74。
大三巴牌坊可分為上下五層，每層均有多種多樣的雕刻，反映出天主教的信仰精神及其所帶出的宗教信息。另外，牌坊上的七尊銅像相信是由在17至18世紀曾經「聞名退通，遠銷各洲」的澳門博卡羅鑄砲場（又譯為卜加勞鑄砲場）鑄造，於2017年參與大三巴銅像修復工程的澳洲專業文物修復機構澳洲藝術品與文物修復室（Artlab Australia）項目顧問伊恩·邁爾斯（Ian Miles）稱讚七尊銅像的鑄造者，認為銅像製作得非常好，令它們接近400年來保持不變。
第一層
第一層的主題為創世、救贖和聖神，最上層為一個三角形山花，頂部有一鐵製十字架，象徵耶穌在十字架上犧牲，是完成了天主給世人所定下的贖罪計劃；下有象徵聖神的青銅鴿子圍繞在日月星辰之中，象徵天主在起初創造天地萬物。
第二層
第二層的主題是聖子耶穌基督受難，正中豎立了小耶穌銅像，四周有耶穌受難時的刑具，包括長矛、夾鉗、錘子、鞭子、荊棘冠冕、長棒、梯子及釘子等，而耶穌受難是基督教神學的中心教義。小耶穌銅像左右兩旁各有一個面容悲傷的天使，一個抱著耶穌受難的十字架，一個托著羅馬士兵綁住耶穌進行鞭打時的柱子，其中一個旁有一束麥穗，指的是《若望福音》中 ：「一粒麥子如果不落在地裡死了，仍只是一粒；如果死了，才結出許多子粒來。」比喻耶穌為世人犧牲以完成救贖的奧秘。
第三層
第三層的主題是聖母瑪利亞，該層共有6枝混合式壁柱，兩側以方尖柱代替壁柱，各柱間均以淺浮雕裝飾，左右兩旁的盡頭設有造型是中式獅子的去水口。中央的神龕內豎立聖母瑪利亞升天銅像，神龕周圍飾以代表中國的牡丹和代表日本的菊花（一說是《聖經》中《雅歌》2章1節的玫瑰花和代表純潔的百合花：「我是原野的玫瑰，谷中的百合」）。花環的左右兩邊分別有三對天使雕刻，由上至下分別在祈禱、奏樂和焚香，中部和下部的兩對天使下則刻有中國傳統的雲彩。
聖母像正面左邊三對天使的左方刻有象徵生命的黎巴嫩柏樹，以及一隻被聖母腳踏的、象徵魔鬼或撒旦的七頭龍，七頭龍旁有漢字「聖母踏龍頭」；外側刻有躺在鐮刀上的骷髏，旁邊刻有漢字「念死者為無罪」，意思是「常以死自勉者不會輕易犯罪」。再往外側則可見刻有被兩支箭交錯穿過的皇冠，下面有關上的天堂之門，代表天堂之門不為貪慕權力者所開。
聖母像正面右邊三對天使的右方刻有一座代表生命和智慧的噴泉，正如《聖經》中指：「義人的口，是生命的泉源」；「智慧人的教訓是生命的泉源」；「敬畏上主，是生命的泉源」；「為有智識的人，智識是生命的泉源」。外側刻有一艘西式帆船在海上飄流，船上方有聖母像淩空浮在上空，喻意聖母保佑海上貿易順利平安，另一說是洋船代表教會，海洋代表罪惡，意指聖母帶領教會走出罪惡的海洋。再往外側刻有一個中箭的魔鬼石雕，旁邊刻有漢字「鬼是誘人為惡」，比喻戰勝魔鬼、罪惡和死亡，正如《聖經》所言：「那犯罪的，是屬於魔鬼，因為魔鬼從起初就犯罪：天主子所以顯現出來，是為消滅魔鬼的作為。」；「死亡！你的勝利在哪裡？死亡！你的刺在哪裡？死亡的刺就是罪過，罪過的權勢就是法律。感謝天主賜給了我們因我們的主耶稣基督所獲得的勝利！」再往外側可見刻有代表聖神的白鴿和一道開啟的大門，比喻天堂之門為相信及遵守天主教義的人所開。
第四層
第四層的主題是耶穌會的聖人，該層由10支科林斯柱式及3個窗口組成，窗楣上有均有七朵玫瑰花浮雕裝飾，中間窗口側兩柱間以棕櫚樹裝飾（《聖詠集》92章13節寫道 ：「正義人像棕櫚茂盛，似黎巴嫩的香柏高聳。」），側窗洞兩邊柱間對稱設有壁龕，分別豎立了四名耶穌會會士聖人銅像，望向牌坊從左至右分別為：
- 法蘭西斯科·德·波吉亞（Francisco de Borja），耶穌會第三任總會長，稱之為「第二會祖」
- 依納爵·羅耀拉（Ignatius Loyola），耶穌會會祖。
- 方濟各·沙勿略（Francis Xavier），被天主教會稱之為「歷史上最偉大的傳教士」，亦是「傳教士的主保」。
- 類思·公撒格（Luís Gonzaga），意大利貴族公撒格家族出身，在羅馬學院求學期間因照顧流行病患者而死，是「青年學生主保」。

第五層
大三巴牌坊最下層即入口層共有三個入口，並有十枝愛奧尼柱式支撐及裝飾牆面，中間的大門兩側各三枝，兩道側門一邊各兩枝，中門門楣上刻有「MATER DEI」浮雕，表示這座教堂所供奉的是聖母瑪利亞，以及表明這座教堂是奉獻給聖母並受祂保護的；左右兩道門的門楣上有耶穌會會徽的浮雕圖案。耶穌會的會徽中有合體字「IHS」，即拉丁文「Iesus Hominum Salvator」，中文譯為「耶穌，人類的救世主」，「IHS」上有一個十字架，下方是一顆燃燒的心以及象徵耶穌受難的三顆釘子。耶穌會的會徽在16世紀以降成為該會在各大洲所到之處建立教堂、會院、碑刻時普遍採用的徽號，從該層的耶穌會會徽可見，昔日的聖保祿學院天主之母教堂為耶穌會所有。

### 教堂前石階

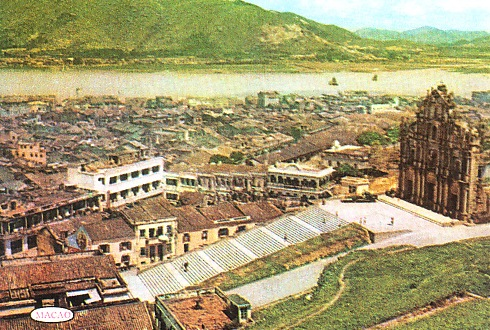
1955年從大炮台望向大三巴牌坊、石階和內港

在教堂前修建長階梯是耶穌會設計的建築的獨特風格，其用意是祈望信徒在步入教堂前有崇敬之心，以及象徵着靈魂提昇之旅的開始，將信徒引向神性的啟示，又比喻向上探索的旅程相當艱辛且需要大量付出，因為天主祇會顯現給那些願意尋找祂的人。大三巴牌坊前石階建於1640年，原本有77級，分7段，平均每段有11級，且每段有相當於兩個階梯的寬度隔開；後來最低的一段有9級在1835年後被拆除，故現存68級:190。

## 保育及保護措施
由於澳門的氣候較為潮濕多雨，隨風飄揚的植物種子很容易便會停留在牌坊的石壁縫隙中生長成雜草，雜草的根會對牌坊結構造成損害，同時影響了觀瞻。有鑑及此，當局也會定期派人除去雜草以回復牌坊的原貌。
2017年11月7日至12月5日，大三巴牌坊上的聖方濟各·沙勿略和聖類斯·公撒格銅像被移到地面進行掃描記錄、清潔除鏽及塗抹表層防護工程，是銅像豎立教堂前壁上380年以來首次進行全面清潔及維護，參與大三巴銅像修復工程的包括了澳洲藝術品與文物修復室（Artlab Australia）。

## 保育問題

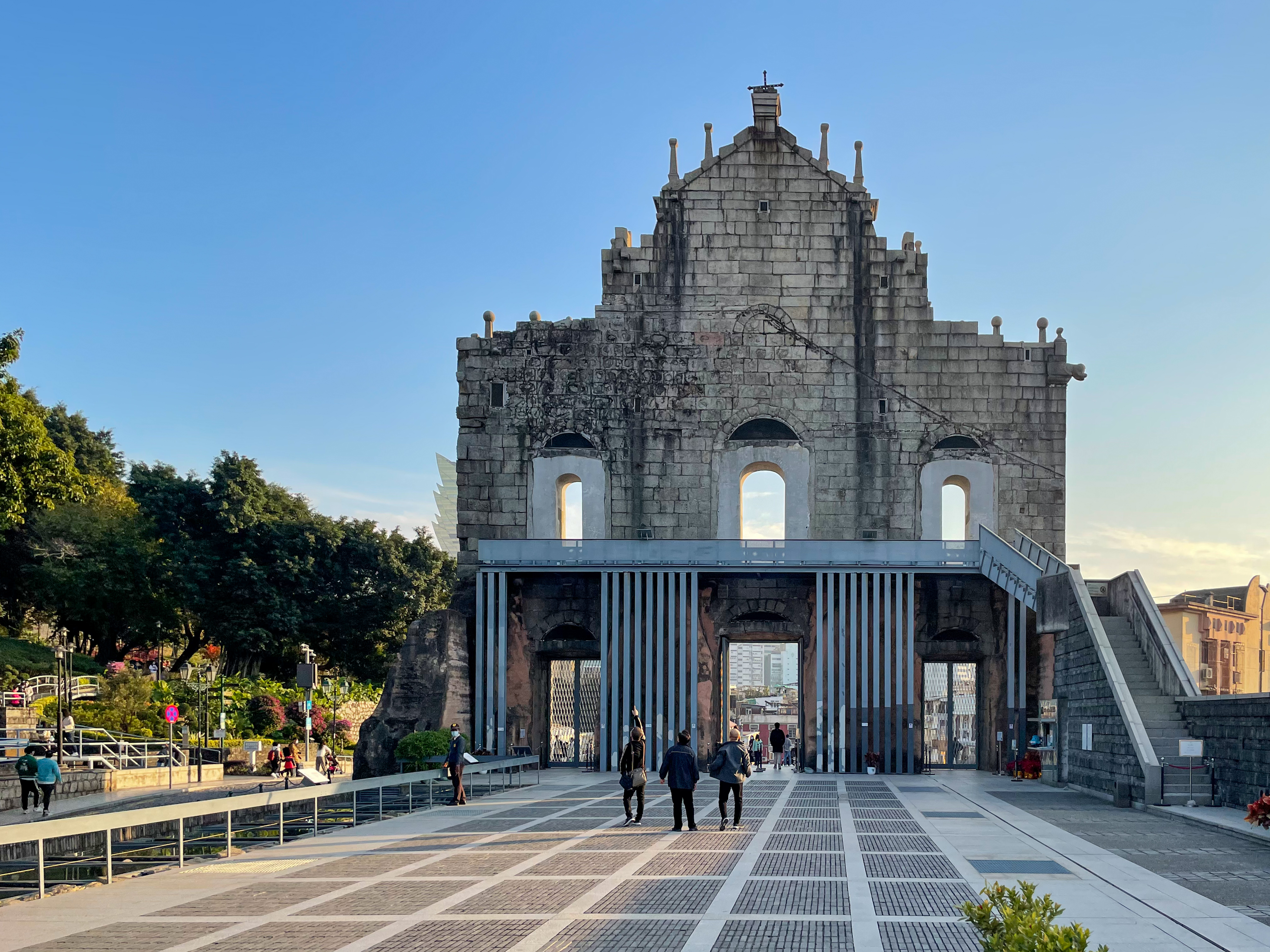
大三巴牌坊的背面

### 旅遊承載力問題
澳門的旅遊承載力已超出負荷，原有的肅穆文化氣氛的大三巴牌坊近年來被喧囂、擁堵的鬧市氣圍所取代。2018年，澳門的總面積為32.8平方公里，而旅客量在當年已超過3,500萬人次；以鄰近香港作比較，2017年的澳門每日每平方公里有近3,000個旅客，而香港則有145個。大三巴牌坊現時是熱門旅遊景點，長期佈滿遊客，即是在旅遊淡季也有大量遊客到訪，在旅遊旺季尤其是中國大陸的黃金周期間，本來已存在的嚴重道路阻塞、地方擁擠、垃圾、噪音污染、空氣污染等問題變得更加嚴重，甚至有發生人踩人事故的隱患，亦對鄰近居民的民生產生嚴重影響，也導致當地居民不敢前往大三巴牌坊一帶，以及深化當地居民與外地旅客之間的矛盾。

### 歷史意義及景觀受破壞

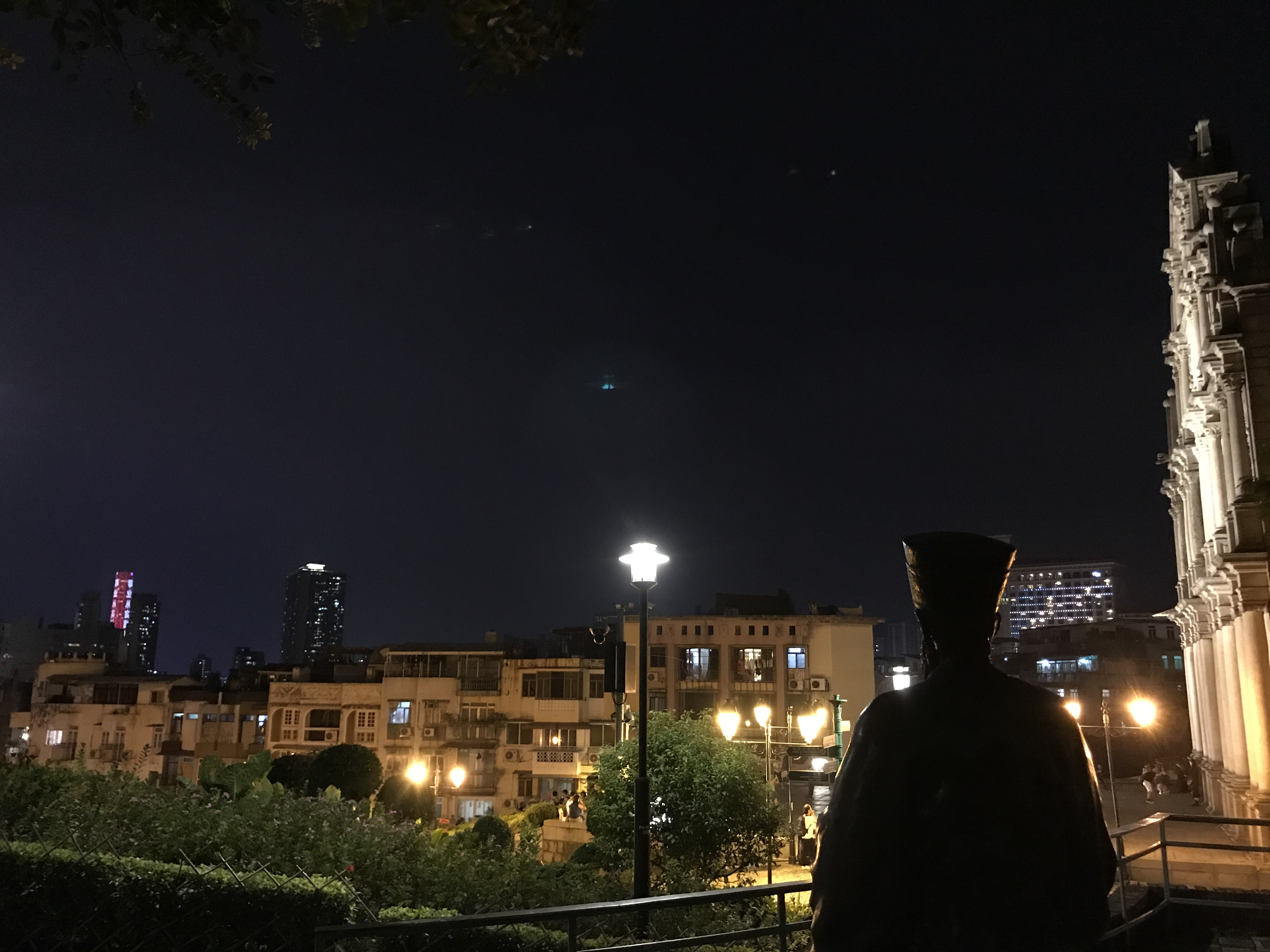
大三巴牌坊上原有的景觀被遮擋及破壞

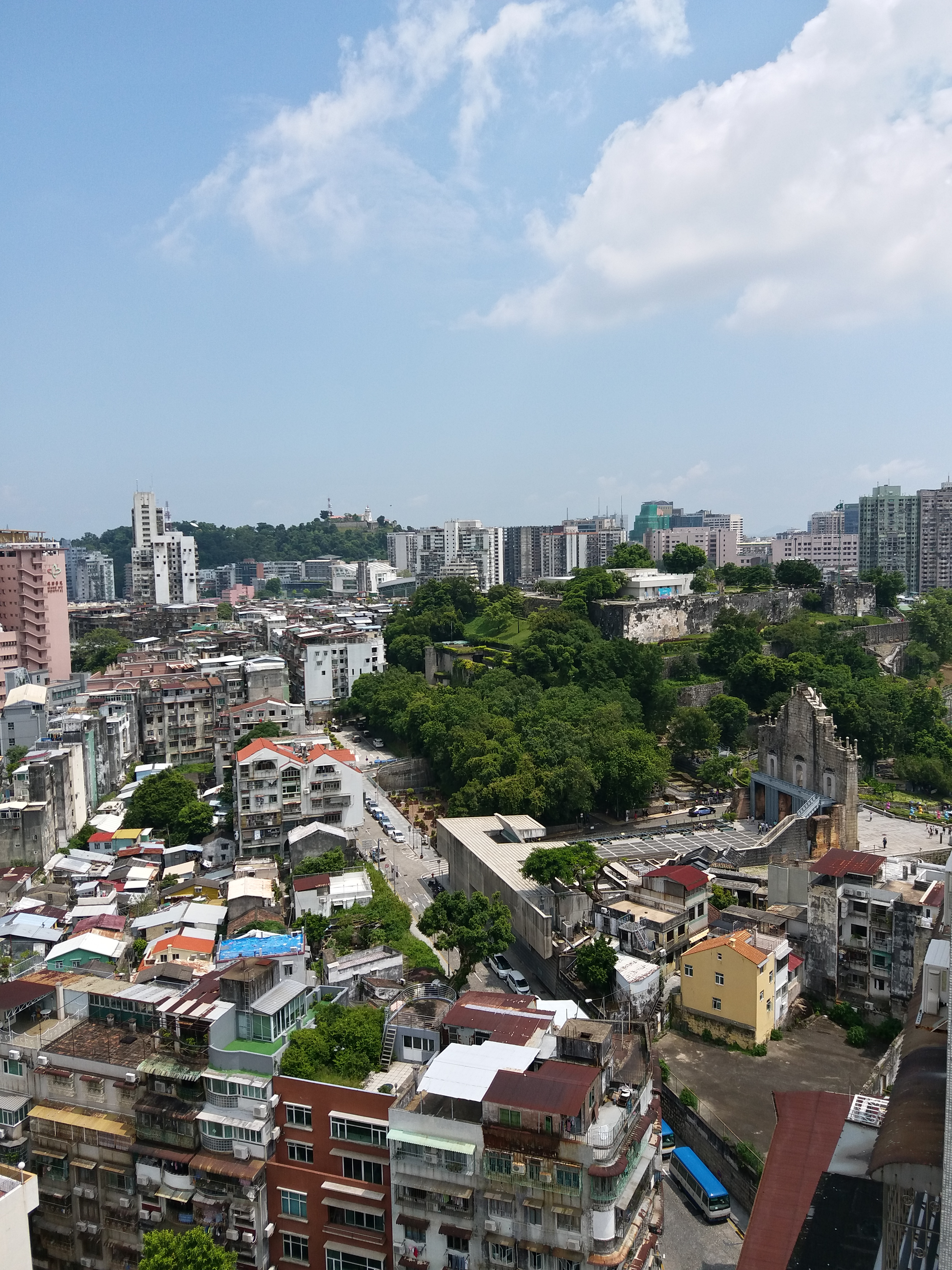
大三巴牌坊及四周環境（2019年）

在歷史意義及價值上，澳門作為一座世遺城市，除了是一座體現出東西文化交融的城市外，也是中國華南地區最古老的港口城市，而澳門的東望洋燈塔（燈塔）、大炮台（軍事設施）、大三巴牌坊（宗教建築）等建築都是澳門作為一個港口城市的重要特徵，象徵著澳門過去的歷史；此外，聯合國亦有評論認為，澳門歷史城區的價值，就在於澳門是聯繫東西方之間的海上貿易的時間最長的城市，然而這些歷史特徵已在城市發展下受到破壞，這一點從現時澳門具有歷史價值的制高點已被高樓遮擋可見。
澳門在2002年賭權開放後急速發展，昔日由澳葡政府訂立的多條保護澳門歷史建築法令一再被挑戰，破壞了澳門歷史城區的景觀。澳門歷史學會理事長陳樹榮指出，澳門不應該再建超高樓，因不但會破壞世遺景觀，也會影響生態環境，他強調超高樓是文化遺產保護的「殺手」，指出大三巴牌坊背後的多幢高樓破壞了整個天際線；自澳門申遺成功後一直關注超高樓對澳門歷史城區景觀的傷害的世界遺產保護專家、國際古跡遺址理事會前副主席郭旃表示：「大三巴後面我是很明確的，不能再建屏風式高樓，現在台階蹬到一半就已經看見高樓。」
2019年9月29日至10月1日中華人民共和國國慶節期間，澳門旅遊局舉行連續三晚的光雕表演，把影像投射到大三巴牌坊上，表演中有國慶牌樓、五星紅旗、中華人民共和國國徽、「歡迎來澳，共度國慶」等圖樣，一度「染紅」大三巴牌坊。首場表演過後，網上一面倒給予劣評，有澳門市民及不同國籍的教徒對此表示不滿，批評相關表演「毫無美感」且相關做法是將「天主教的門牌，變成共產主義的佈景板」，也有聲音質疑將國旗及國徽投射在天主教的大三巴上有違《澳門特別行政區基本法》第5/2019號行政法規《國旗、國徽及國歌的使用及保護》的法律精神，亦有聲音認為是對天主教的不尊重。

## 公共交通

### 公共巴士
M122 新勝街（R. Tomás Vieira）
路線：17
M141 營地大街（Rua dos Mercadores）
路線：18

## 鄰近建築
- 大三巴哪吒廟
- 舊城牆遺址
- 天主教藝術博物館與墓室
- 大炮台
- 聖保祿學院（僅餘部分地基）

## 周圍街道
- 耶穌會紀念廣場
- 大三巴街
- 大三巴巷
- 戀愛巷、大三巴右街
- 聖方濟各斜巷
- 高園街、茨林圍

## 外部連結
- OpenStreetMap上有關192183185  大三巴牌坊的地理
- 澳門世界遺產的大三巴牌坊介紹 （页面存档备份，存于）
- 澳門文化遺產的大三巴牌坊介紹 （页面存档备份，存于）
- 澳門特別行政區政府旅遊局的大三巴牌坊介紹 （页面存档备份，存于）
- 愛 ● 常傳 - 天主聖名之城澳門：解構大三巴 Ruins of St. Paul, Macau, City of the Name of God （页面存档备份，存于）

| 澳門歷史城區 |
| 建築 |
| 媽閣廟 \| 港務局大樓 \| 鄭家大屋 \| 聖老楞佐教堂 \| 聖若瑟修院大樓及聖堂 \| 崗頂劇院 \| 何東圖書館大樓 \| 聖奧斯定教堂 \| 市政署大樓 \| 三街會館（關帝廟） \| 仁慈堂大樓（仁慈堂博物館） \| 大堂（主教座堂） \| 大堂巷七號住宅（盧家大屋） \| 玫瑰聖母堂 \| 大三巴牌坊 \| 哪吒廟 \| 舊城牆遺址 \| 大炮台 \| 聖安多尼教堂（花王堂） \| 東方基金會會址 \| 基督教墳場（包括馬禮遜小教堂） \| 東望洋炮台（包括聖母雪地殿教堂及燈塔）（保育危機） |
| 前地 |
| 媽閣廟前地 \| 亞婆井前地 \| 崗頂前地 \| 議事亭前地 \| 板樟堂前地 \| 大堂前地 \| 耶穌會紀念廣場 \| 賈梅士前地 |
| 区内其他地点及街道 |
| 海事博物館 \| 妈阁斜巷 \| 妈阁街 \| 高楼街 \| 政府總部事務局 \| 聖若瑟教區中學第二、三校 \| 龙嵩正街 \| 亞美打利庇盧大馬路 \| 聖若瑟教區中學第四校 \| 澳門郵政局大樓 \| 聖物寶庫 \| 大三巴街 \| 天主教藝術博物館與墓室 \| 澳門博物館 \| 大炮台山 \| 花王堂街 \| 白鸽巢总站 \| 东望洋山 |